# WD-40
A WD-40 egy kenőolaj és vízkiszorító spray védjegyezett neve, melyet az azonos nevű, San Diegó-i székhelyű WD-40 Co. gyárt.

## Története
A WD-40-et  1953-ban fejlesztette ki Norm Larsen  a San Diegó-i Rocket Chemical Company alapítója.
A WD-40 egy rövidítés, mely az angol „Water Displacement, 40th formula”-ból ered és arra utal, hogy ez volt a 40. módosulat, amit a kémikus kipróbált, mire sikerrel járt.
A terméket eredetileg arra tervezték, hogy taszítsa a vizet, és megelőzze a korróziót az Atlas hordozórakétán. Csak később jöttek rá számos hétköznapi használhatóságára.
Larsen egy olyan összetételt akart létrehozni, mely megelőzi a korróziót a nukleáris fegyvereknél azáltal, hogy kiszorítja az ezt okozó vizet. Állítása szerint a 40. próbálkozásra találta meg a sikeres összetételt. A WD-40 főként különböző szénhidrogénekből tevődik össze.
A WD-40-t először a Convair kezdte el használni, hogy megvédje a külső burkolatot, valamint sokkal inkább az SM–65 Atlas rakéta papírvékony üzemanyagtartályait a rozsdától és korróziótól. Ezek a rozsdamentes acél tartályok olyan vékonyak voltak, hogy üres állapotban nitrogénnel felfújva tárolták, megakadályozva az összeesésüket.
Kereskedelmi forgalomba először 1958-ban került San Diegóban.

## Felhasználása
A hosszú ideig aktív összetevő egy nem illékony, viszkózus olaj, amely a felszínen marad, ezáltal biztosítva a kenést és a nedvességtől való védelmet. 
Az alacsony viszkozitás elérése érdekében ez hígítva van egy illékony szénhidrogénnel, így érve el azt, hogy spray formában alkalmazható legyen és beszivárogjon a résekbe. Ezt követően az illékony szénhidrogén elpárolog, hátrahagyva az olajat. A hajtógáz (eredetileg egy alacsony molekulatömegű szénhidrogén, ma szén-dioxid) biztosítja a megfelelő nyomást a flakonban ahhoz, hogy a folyadék átnyomódjon a fúvókán, ezután illan el.
Ezek a tulajdonságok teszik a terméket hasznossá mind otthoni, mind ipari felhasználásban: különféle szennyeződések eltávolítása, beragadt csavarok és zárak oldása mellett a megakadt cipzár lazítása is a hétköznapi alkalmazásai között szerepel. Nedvesség eltávolítására is alkalmas.
Finomságánál (alacsony viszkozitás) fogva a WD-40 nem minden eszköznél alkalmazható. Nagyobb viszkozitású olajat igénylő eszközöknél motorolaj használható, míg közepest igénylőknél hónoló olaj használandó.

## Összetétel
A WD-40 összetétele üzleti titok. 1953-ban a terméket nem szabadalmaztatták az összetevők listájának megóvása érdekében. A levédés lehetősége pedig azóta már rég lezárult.
Az aeroszolos palackban forgalmazott változat fő összetevői az amerikai biztonsági adatlap információi alapján:
- 50% „alifás szénhidrogén”. A gyártó honlapján kifejezetten hangsúlyozza, hogy a jelenlegi összetétel ezen összetevője nem pontosan nevezhető Stoddard solvent-nek, ami egy hasonló szénhidrogén-keverék.[8]
- 25% petróleum alapú olaj, feltételezhetően ásványi olaj vagy könnyű kenőolaj
- 12-18% alacsony gőznyomású alifás szénhidrogén, a viszkozitás csökkentésére az aeroszolos használathoz. Ez az összetevő elillan felhordás közben.
- 2-3% szén-dioxid, feltételezhetően hajtógázként, amit jelenleg a propán helyett használnak a erős tűzveszélyesség csökkentése érdekében.
- <10% inert összetevők.

A Wired magazin publikált egy cikket, amelyben gázkromatográfiás és tömegspektrometriás eredmények is szerepeltek, valamint azt állította, hogy a WD-40-et az összetevői fagyállóvá is teszik.

## WD-40 vállalat

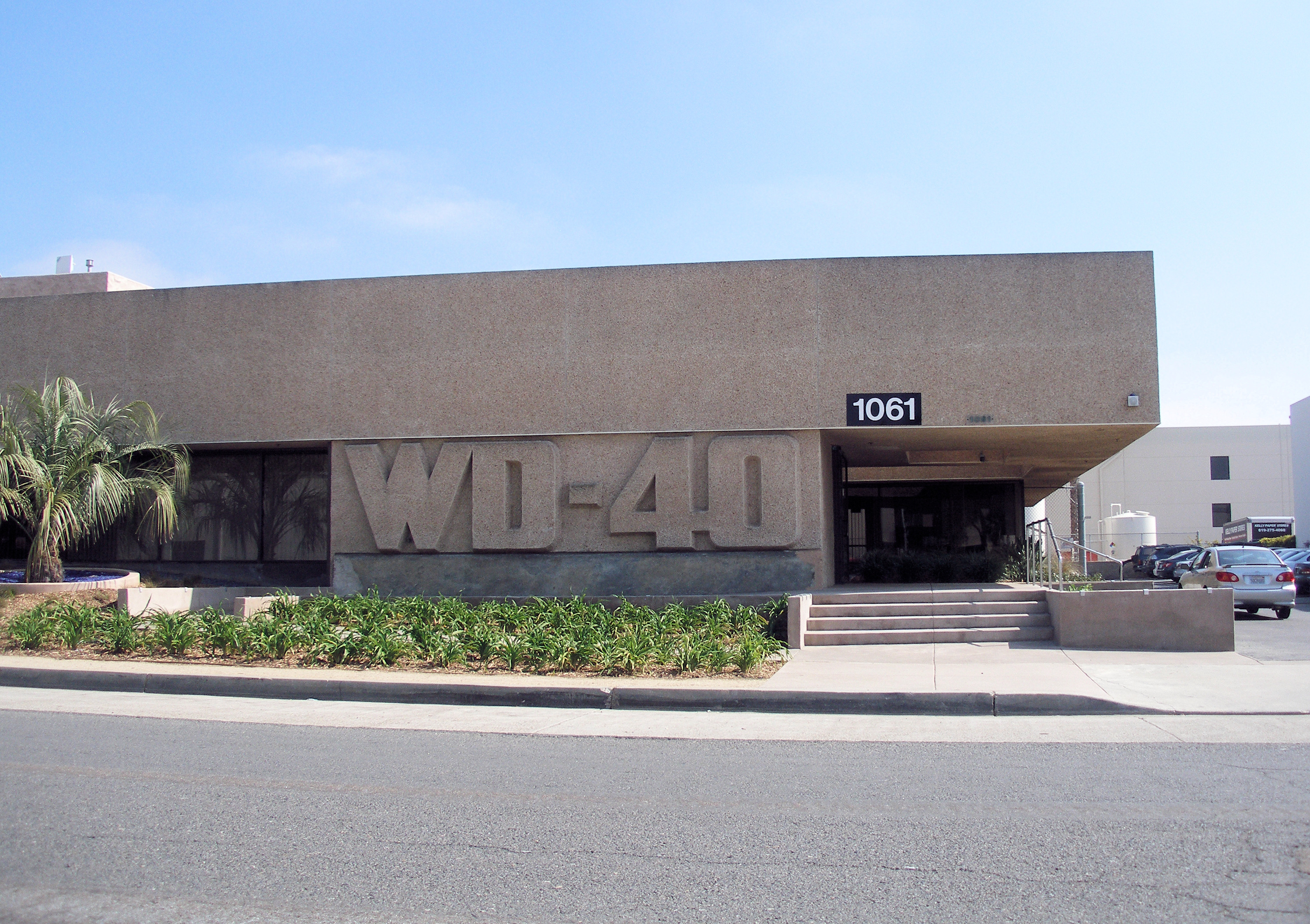
WD-40 vállalat székhelye San Diegóban

A Rocket Chemical Company-t 1953-ban alapították. John Barry, miután 1969-ben elnök és vezérigazgató lett, megváltoztatta a nevet „WD-40 Company”-ra állítólag arra alapozva, hogy a cég nem rakétákat gyártott, és ez volt az egyetlen termékük.
A vállalat részvényei 1973-ban kezdtek a nyilvánosság számára elérhetővé válni, NASDAQ részvénypiaci jelölése: NASDAQ: WDFC. Az elmúlt években a WD-40 vállalat olyan háztartási termékmárkákat vásárolt fel mint a 3-In-One-Oil, Lava (szappan), Spot Shot, X-14, Carpet Fresh és 2000 Flushes.
Az anyavállalat irodái továbbra is San Diegóban vannak.
Jelenleg több mint 160 országban értékesítik terméküket.

## Fordítás
- Ez a szócikk részben vagy egészben  a   WD-40 című angol Wikipédia-szócikk ezen változatának fordításán alapul.  Az eredeti cikk szerkesztőit annak laptörténete sorolja fel. Ez a jelzés csupán a megfogalmazás eredetét és a szerzői jogokat jelzi, nem szolgál a cikkben szereplő információk forrásmegjelöléseként.